# Joël Fröhlicher
Joël Fröhlicher (* 5. April 1982 in Solothurn) ist ein ehemaliger Schweizer Eishockeyspieler.

## Karriere
Joël Fröhlicher begann seine Karriere als Eishockeyspieler in der Jugend des EHC Zuchwil Regio, bevor er noch als Juniorenakteur beim HC Davos anheuerte. Für dessen Profimannschaft debütierte in der Saison 1999/2000 in der Nationalliga A gab, wobei er in je einem Spiel der regulären Saison und der Playoffs eingesetzt wurde. In seiner Zeit beim HC Davos, mit dem er in der Saison 2001/02 erstmals Schweizer Meister wurde, spielte der Angreifer parallel für die Zweitligisten SC Herisau und GCK Lions, sowie deren Ligarivalen EHC Chur. Im Sommer 2002 wechselte der ehemalige Junioren-Nationalspieler zum HC Lugano, mit dem er in der Saison 2002/03 ebenfalls die Schweizer Meisterschaft gewann.
Von 2003 bis 2005 lief Fröhlicher für die SCL Tigers in der NLA, sowie von 2005 bis 2008 für den EHC Biel in der NLB auf, wobei er mit Biel 2006, 2007 und 2008 drei Mal in Folge die Zweitligameister wurde. In der Saison 2007/08 stieg der Schweizer mit seiner Mannschaft zu dem in die NLA auf, verliess das Team jedoch trotz des Erfolges und schloss sich stattdessen seinem Ex-Club SCL Tigers an. Zudem absolvierte er in der Saison 2008/09 insgesamt sieben Spiele in der National League A für Biel, in denen er zwei Scorerpunkte, darunter ein Tor, erzielte. Zur Spielzeit 2012/13 unterschrieb er beim Lausanne HC in der National League B, mit dem er in seiner Premierensaison die NLB-Meisterschaft gewann und in die National League A aufstieg. Im Juli 2013 unterzeichnete Fröhlicher einen Zweijahresvertrag beim SC Langenthal.
Es folgten Stationen beim EHC Basel und EHC Olten; im November 2018 beendete er schliesslich per sofort seine aktive Karriere.

### International
Für die Schweiz nahm Fröhlicher an der U18-Junioren-Weltmeisterschaft 2000 teil, bei der er mit seiner Mannschaft den vierten Platz belegte.

## Erfolge und Auszeichnungen
- 2002 Schweizer Meister mit dem HC Davos
- 2003 Schweizer Meister mit dem HC Lugano
- 2006 Meister der NLB mit dem EHC Biel
- 2007 Meister der NLB mit dem EHC Biel
- 2008 Meister der NLB und Aufstieg in die NLA mit dem EHC Biel
- 2013 Meister der NLB mit dem Lausanne HC